# Emely Theilig
Emely Theilig (* 26. März 2000 in Zwickau) ist eine ehemalige deutsche Handballspielerin, die auf der Position Rückraum Mitte spielte.

## Karriere
Emely Theilig ist 1,70 m groß und begann das Handballspielen beim BSV Sachsen Zwickau. Ab 2015 spielte sie für den HC Leipzig. Mit bereits 15 Jahren wechselt die gebürtige Zwickauerin ans Landesgymnasium für Sport nach Leipzig.
In den Blick des Bundestrainers der U16-Nationalmannschaft geriet Theilig bei der Sichtung in Kienbaum im Januar 2015, wo sie in das All-Star-Team der Sichtung gewählt wurde. Im selben Jahr beim Länderpokal der weiblichen Jugend des Jahrgangs 1999 und jünger wurde Emely Theilig von Jugendbundestrainer Frank Hamann und DHB-Nachwuchskoordinator Maik Nowak ins All-Star-Team des Turniers gewählt.
Theilig nahm mit der deutschen Jugendnationalmannschaft im August 2015 an der U17-Europameisterschaft in Mazedonien teil, bei der Deutschland den neunten Platz belegte.
Theilig stand am 16. November 2016 in der Partie gegen die SG BBM Bietigheim erstmals im Bundesligakader des HC Leipzig. Drei Tage später wirkte sie in der EHF Champions League im Spiel gegen ŽRK Vardar SCBT mit. Der HC Leipzig verlor das Spiel 22:45 gegen das Starensemble aus Skopje, bei dem Emely Theilig drei Treffer beisteuerte. Nachdem Leipzig im Jahr 2017 Insolvenz angemeldet hatte, trat sie mit dem HCL den Gang in die Drittklassigkeit an. 2019 stieg der HCL in die 2. Bundesliga auf. Im selben Jahr gewann sie mit der A-Jugend vom HCL die Bronzemedaille bei der deutschen Meisterschaft. Theilig besaß beim HC Leipzig einen Vertrag bis zum Sommer 2024. Anschließend beendete sie ihre Karriere.